# Palazzo Corsini al Parione

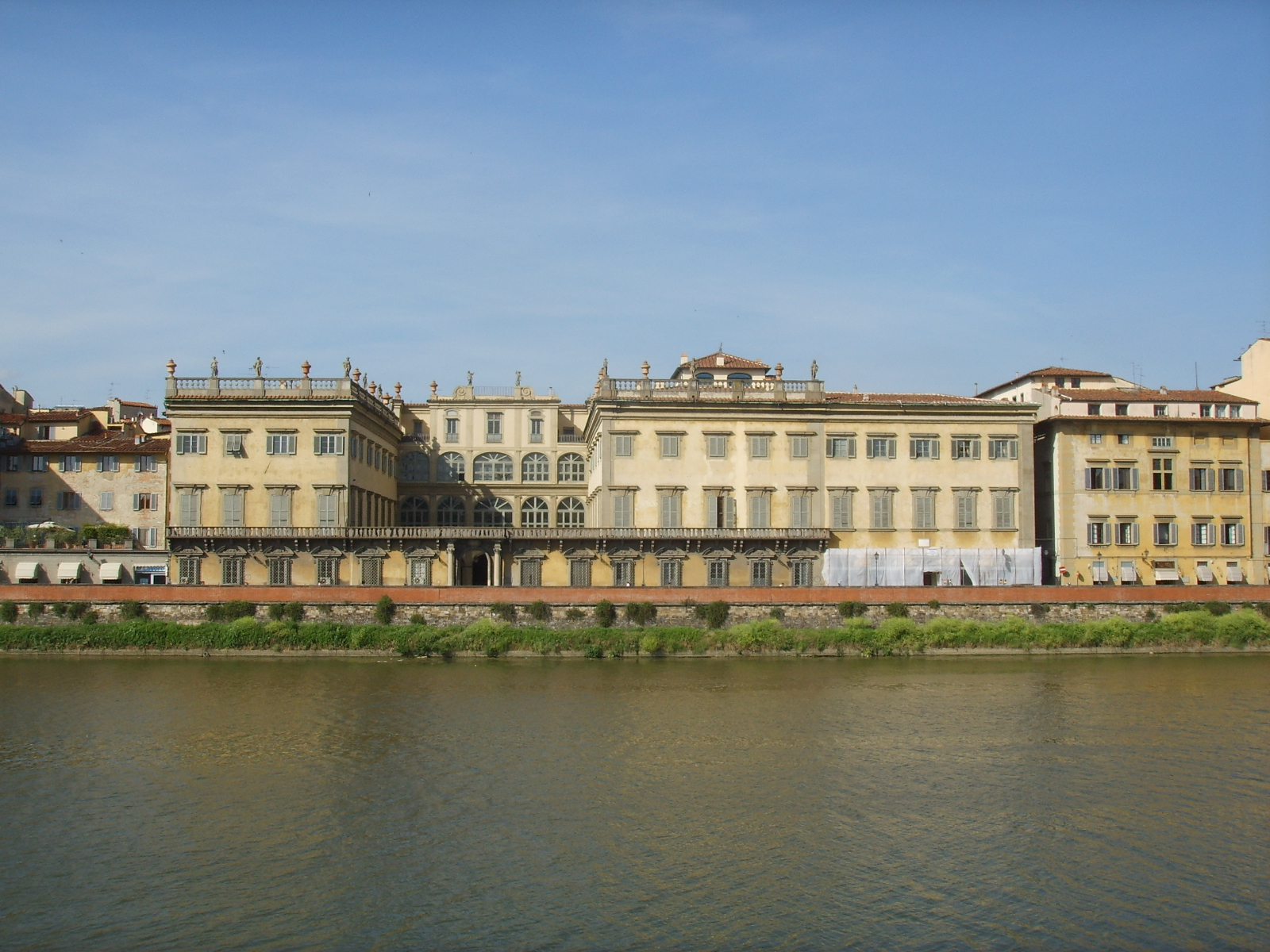
O Palazzo Corsini al Parione no Lungarno, Florença.

O Palazzo Corsini al Parione é um dos mais sumptuosos palácios privados de Florença, situando-se no nº 10 do homónimo Lungarno Corsini, frente ao Rio Arno.

## Os Corsini

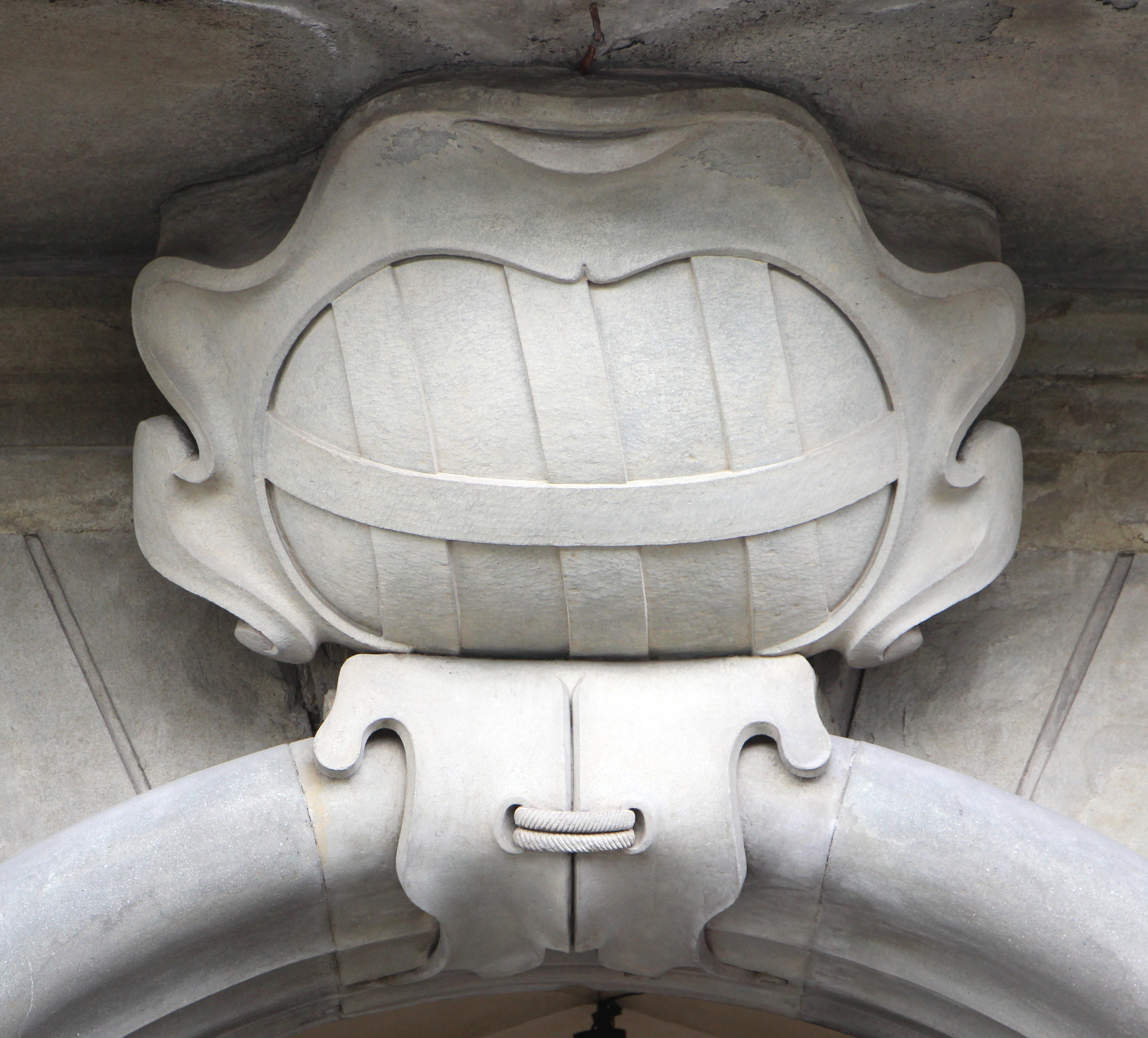
Brasão dos Corsini sobre o portão do palácio.

Os Corsini fixaram-se na estagnada cena florentina do século XVII como a mais rica família da cidade, depois dos Grão-Duques, naturalmente. Na realidade, a origem da casa é florentiníssima, com uma ascendência iniciada na Baixa Idade Média como banqueiros, constelada por algumas importantes personagens como André Corsini, bispo de Fiesole no século XIV, e caracterizada por uma riqueza cada vez mais crescente, graças ao rendimento do Banco Corsini, sobretudo no estrangeiro, em particular na praça de Londres, onde se tornou numa das mais importantes instituições financeiras da capital inglesa. O património acumulado foi reinvestido em numerosos terrenos, sobretudo nos Estados Pontifícios, por cuja magnanimidade não tardou que chegasse o título de Marquês para o chefe da família, mais tarde transformado em Príncipe pelo Papa Urbano VIII. Em 1740, Lorenzo Corsini foi eleito como Papa Clemente XII, coroando uma ascensão social com a duração de séculos.

## O palácio no Lungarno

### História

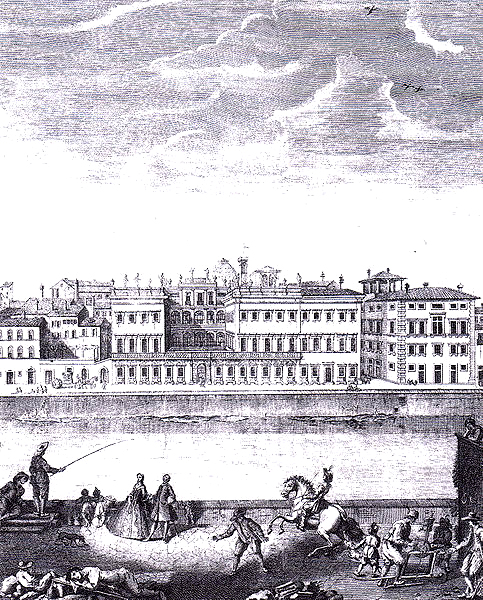
O Palazzo Corsini al Parione, visto por Giuseppe Zocchi cerca de 1744.

O Palazzo Corsini al Parione é o principal palácio da famílai Corsini em Florença. No terreno onde foi erguido encontrava-se uma casa de Maquiavel (obtida, por via herditária, por Maddalena, mãe de Bartolomeo Corsini, em 1650), o Casino del Parione, com parque, do Grão-Duque Fernando II de Médici, erguido sobre casas confiscadas a Bindo Altoviti e adquirido pelos Corsini em 1649, e outras propriedades adquiridas até 1728, entre as quais também se encontrava a casa do advogado Tommaso Compagni, decorada com um afresco com as nove Musas de Bernardino Poccetti, elogiado pelos cronistas da época, e destruída para providenciar espaço para o novo edifício. 

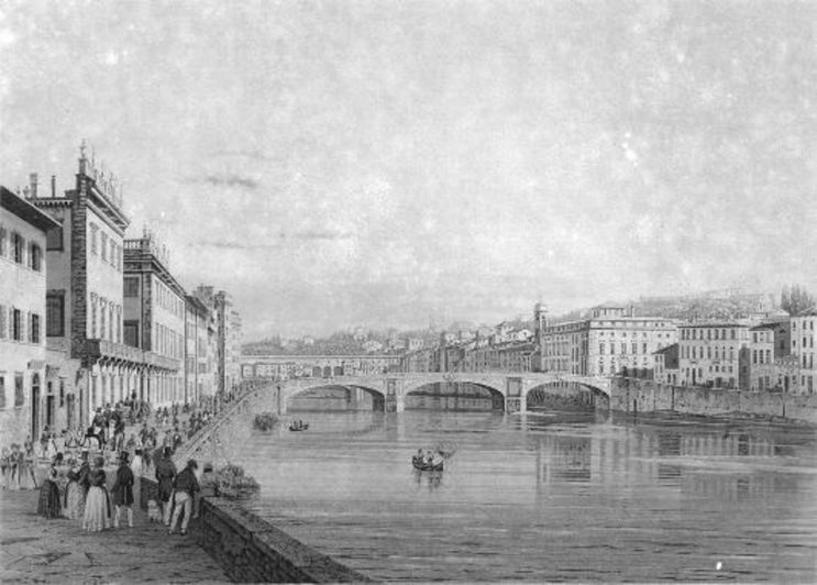
Vista do Arno, com o Palazzo Corsini al Parione, à esquerda.

Bartolomeo Corsini começou a construção do novo palácio em 1656, inicialmente com o contributo do arquitecto Alfonso Parigi o jovem, ao qual sucedeu, na década seguinte, Ferdinando Tacca e depois, d 1679 a 1683, Pierfrancesco Silvani: à intervenção deste último é atribuído o projecto contemporâneo em forma de "u" e a singular escadaria de forma helicoidal, documentada como tendo sido construída naqueles anos. Depois da morte de Silvani (1685), sucedeu-lhe Antonio Maria Ferri, a quem é devida grande parte do que se pode ver actualmente: os três corpos articulados em torno dum pátio central, a escadaria monumental, a fachada com o original vuoto na parte central. Típicos do período tardo-barroco são os terraços no último andar, decorados por estátuas e vasos em terracota. Algumas fontes indicam certas datas da edificação: em 1687 foi iniciado o lado do rio; em 1690, a fachada; em 1699, o edifício foi mencionado na Guida di Firenze de Raffaello del Bruno, entre outras. A conclusão definitiva dos trabalhos só se deu, contudo, em 1737, embora nem todo o projecto tenha sido executado: do Arno vê-se como a fachada é assimétrica pela falta do corpo esquerdo em direcção à Ponte alla Carraia. Também era necessário aplanar uma nova estrada para criar um acesso monumental em direcção à cidade, através do corte da Via del Parione até à Via della Vigna Nuova no sítio do Palazzo Rucellai.

### Arquitectura

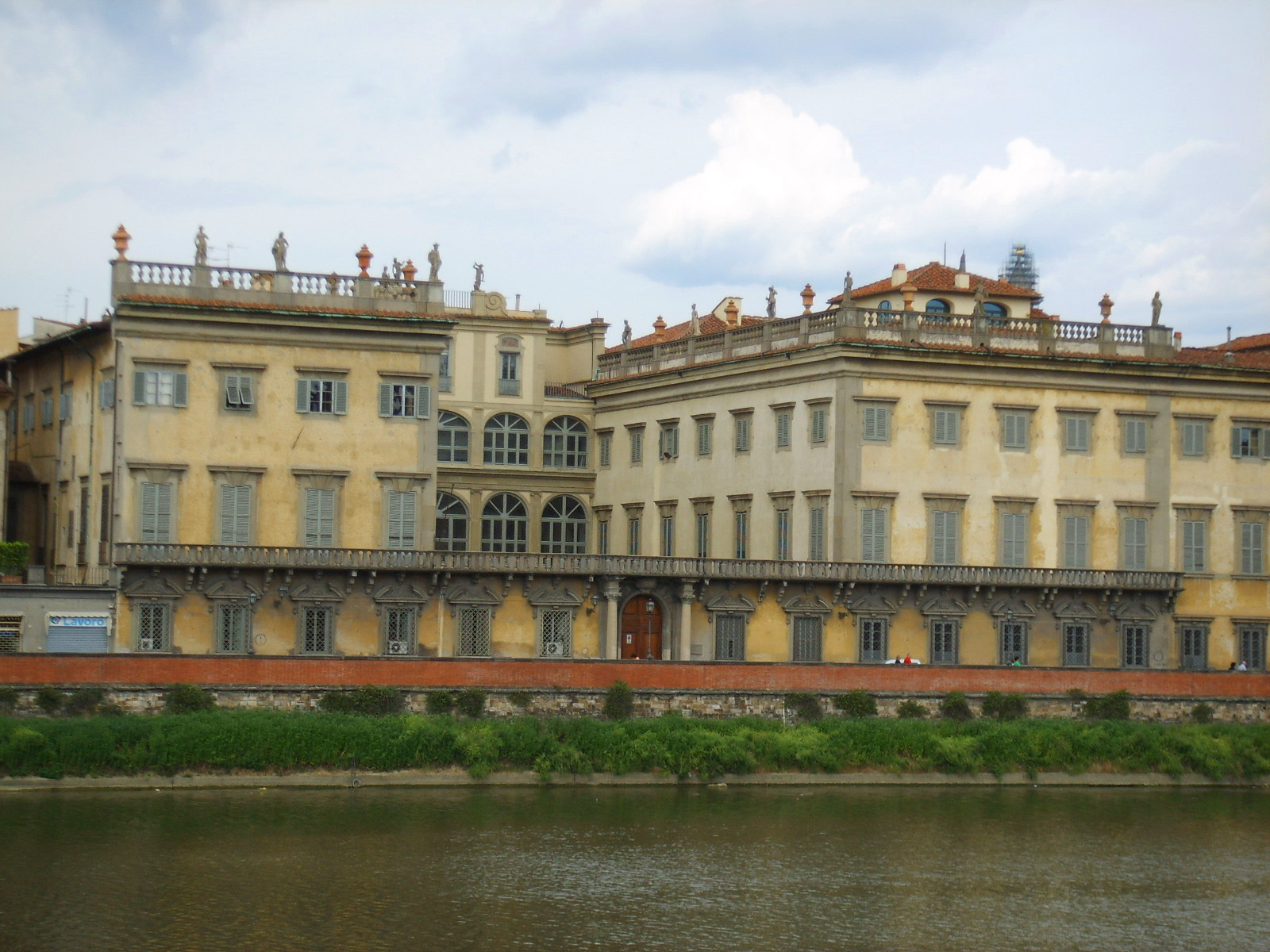
Fachada do Palazzo Corsini al Parione.

O palácio assinalou a passagem do estilo maneirista para o barroco em Florença: o usp dos corpos avançados, o terraço central, as janelas com arcos elípticos, os áticos com a balaustrada decorada por vasos e estátuas, eram, todos eles, elementos então inéditos para Florença, os quais seriam frequentemente copiados, sobretudo nos edifícios suburbanos como as villas e os casini.

### Interiores
No andar térreo encontra-se uma graciosa gruta artificial, obra de Ferri executada entre 1692 e 1698 com as contribuições do estucador Carlo Marcellini e dos pintores Rinaldo Botti e Alessandro Gherardini.
Do pátio central pode aceder-se à escadaria helicoidal de Silvani e à escadaria monumental de Ferri. Esta última apresenta uma decoração de estátuas neoclássicas e é coroada pelas estátuas do Papa Clemente XII, no primeiro andar, e de Lorenzo Corsini, no segundo, esculpida por Carlo Monaldi e disposta por Ticciati em 1737.
Numerosos são as salas e salões ricos de afrescos, decorações e tapeçarias originais. No andar nobre (piano nobile) abre-se uma loggetta com afrescos executados entre 1650 e 1653 por Alessandro Rosi e Bartolomeo Neri. A pouca distância está presente o majestoso Salão do Trono (Salone del Trono), de grandiosas proporções e ricamente decorado, com colunas e lesenas ao longo das paredes, com uma galeria superior de estátuas antigas e com bustos de vários autores setecentistas colocados sobre as portas e janelas. No tecto encontra-se o afresco com a "Apoteose da Casa Corsini" (Apoteosi di Casa Corsini), de Anton Domenico Gabbiani e assistentes, de 1696: entre as cenas representadas, duas figuras aladas levam um modelo do palácio até ao céu.

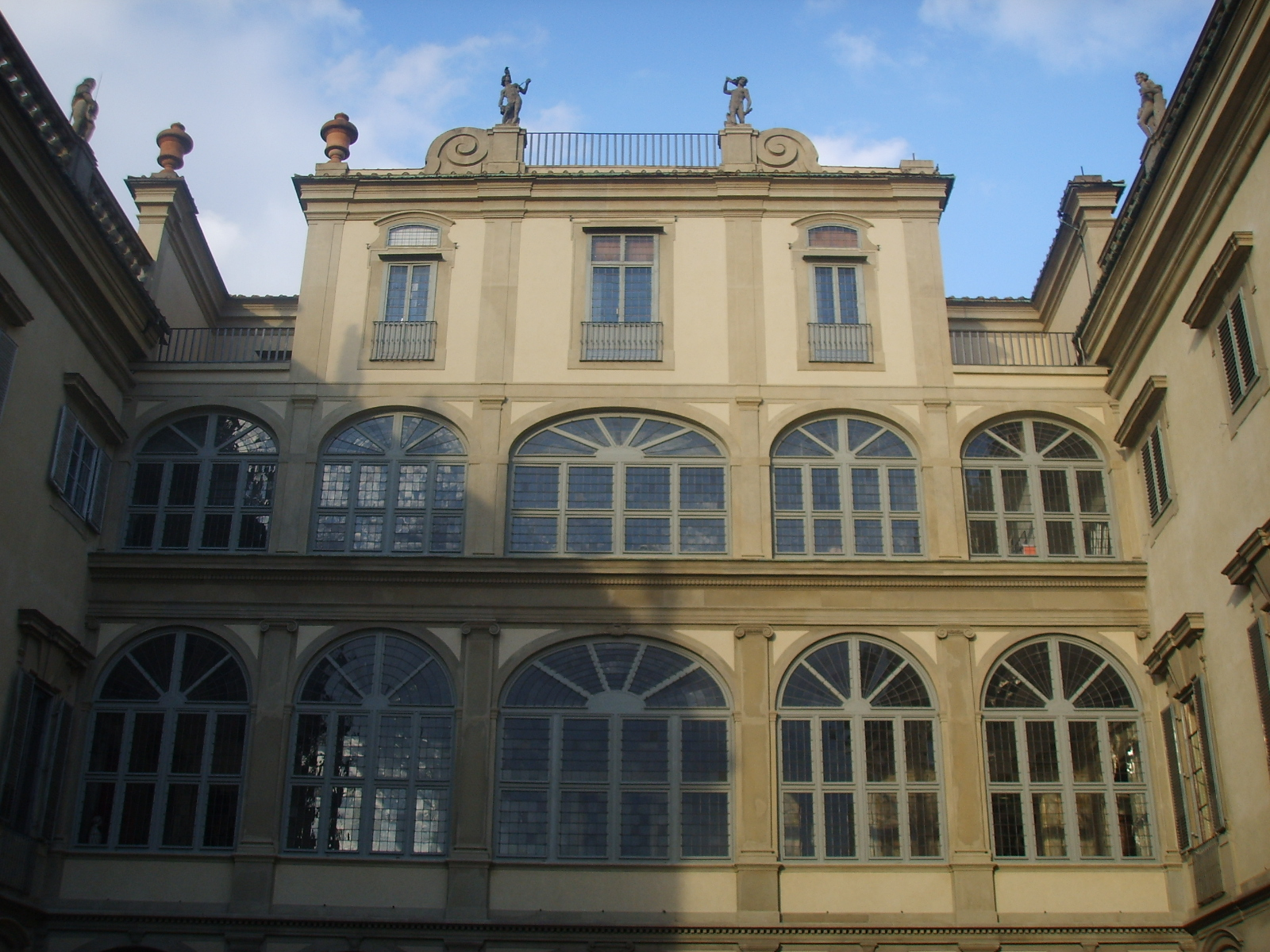
Perspectiva da fachada no pátio interno do Palazzo Corsini al Parione.

A sala seguinte é o Salão de Baile (Sala da Ballo), com a abóbada afrescada por Alessandro Gherardini. As salas que se seguem formam uma sucessão de preciosos ambientes afrescados, com pinturas executadas, entre 1692 e 1700, por Anton Domenico Gabbiani, Cosimo Ulivelli, Pier Dandini, Giovanni Passanti, Rinaldo Botti, Andrea Landini e Atanasio Bimbacci, entre outros. Notáveis são, também, os estuques que decoram as cornijas das portas e janelas.
O primeiro andar também hospeda vários quadros, a chamada Galleria Corsini, a mais importante colecção privada de arte em Florença, centrada na pintura seiscentista e setecentista italiana e europeia, mas contendo, também, alguns interessantes testemunhos da arte renascentista. Entre as peças expostas figuram obras de Pontormo, Luca Signorelli, Filippo Lippi, Giovanni Bellini, Salvator Rosa e Luca Giordano. A colecção foi começada por Dom Lorenzo Corsini, sobrinho do Papa Clemente XII, em 1765.
Actualmente, o palácio, em parte ainda habitado pelos Príncipes Corsini, é usado como sede de exposições e eventos (como a Bienal de Antiguidades (Biennale di Antiquariato), anteriormente hospedada no Palazzo Strozzi, podendo ser visitado por pedido.